# Hermann Zapf
Hermann Zapf (Norimberga, 8 novembre 1918 – Darmstadt, 4 giugno 2015) è stato un tipografo e calligrafo tedesco; nel 1951 si era sposato con la calligrafa e disegnatrice di caratteri Gudrun Zapf-von Hesse, nata a Schwerin il 2 gennaio 1918.

## Biografia
Da bambino voleva fare l'ingegnere elettrotecnico, ma il periodo storico sotto il regime nazista non lo rese possibile. Dopo l'apprendistato come addetto al ritocco, iniziò a studiare calligrafia; Zapf nel 1938 si spostò a Francoforte sul Meno, dove da autodidatta divenne tipografo e calligrafo. Sviluppò nello stesso anno il Gilgengart presso il suo datore di lavoro D. Stempel AG.

## I tipi di carattere

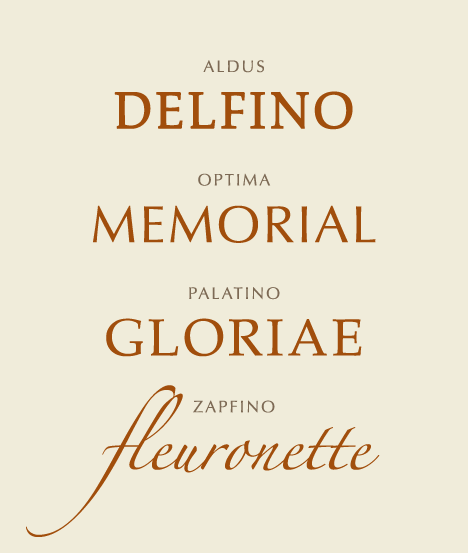

I suoi caratteri Palatino Linotype e Optima, sono stati i più ammirati e i più imitati: ad esempio il Book Antiqua, distribuito con Microsoft Office, è da alcuni considerato una copia del Palatino.
Nel 1993 Zapf rassegnò le dimissioni dall'ATypI (Association Typographique Internationale) perché non apprezzava la copia non autorizzata dei membri dell'ATypI.
Nella sua lunga carriera, Zapf ha sviluppato più di 200 tipi di caratteri; i più noti sono: Palatino Linotype, Aldus, Optima, Zapfino, Zapf Book, Zapf Dingbats, Zapf Chancery, oltre ad alcuni tipi di scrittura gotica come Gilgengart (1938) e Hallmark Textura (1969) così come caratteri pan-nigeriani.
Qui sotto una lista Linotype Library:
- Aldus (1954)
- Aldus nova (2005) con Akira Kobayashi
- AMS Euler (1981)
- Aurelia (1983)
- Edison (1978)
- Kompakt (1954)
- Marconi (1976)
- Medici Script (1971)
- Melior (1952)
- Michelangelo
- Noris Script (1976)
- Optima (1958)
- Optima nova (2002) con Akira Kobayashi
- Orion (1974)
- Palatino Linotype (1950)
- Palatino Arabic (2005) con Nadine Chahine
- Palatino nova (2005) con Akira Kobayashi
- Palatino Sans (2007) con Akira Kobayashi
- Palatino Sans Arabic (2010) con Nadine Chahine
- Saphir (1953)
- Sistina (1950)
- Vario (1982)
- Virtuosa Classic (2009) con Akira Kobayashi
- Venture (1969)
- Linotype Zapf Essentials (2002)
- Zapfino (1998)
- Zapfino Extra (2003), con Akira Kobayashi
- Zapf Renaissance Antiqua
- ITC Zapf Chancery (1979)
- ITC Zapf International (1976)
- ITC Zapf Book (1976)
- Zapf Renaissance Antiqua (1984–1987)
- ITC Zapf Dingbats (1978)